# القير (الطيال)

تعديل مصدري - تعديل

القير هي إحدى قرى عزلة بني جبر بمديرية الطيال التابعة لمحافظة صنعاء، بلغ تعداد سكانها 74 نسمة حسب تعداد اليمن لعام 2004.